# Notre-Dame du Laus
Pour les articles homonymes, voir Notre-Dame et Notre-Dame du Laus (homonymie).
Notre-Dame du Laus est le vocable sous lequel les catholiques désignent la Vierge Marie telle qu'elle est apparue à la tertiaire dominicaine, Benoîte Rencurel, de 1664 à 1718, dans le hameau du Laus sur la commune de Saint-Étienne-le-Laus, dans les Hautes-Alpes.
Cette très longue série d'apparitions (54 années d'apparitions) à une jeune bergère a très vite donné lieu à une dévotion locale et des pèlerinages se sont organisés pour vénérer la Vierge sous le nom de Notre-Dame du Laus, qui a, par la suite, donné son nom au lieu-dit.
Si les apparitions mariales n'ont été reconnues que très tardivement, en 2008 par Jean-Michel Di Falco, évêque de Gap, l'organisation des pèlerinages et la construction d'infrastructures pour accueillir les pèlerins (hébergements et église), ainsi que la mise en place de religieux, par l'évêque du lieu, pour accueillir les pèlerins et organiser la dévotion, du vivant même de la voyante, a entraîné une notoriété du lieu et de la dévotion qui s'est étendue rapidement à toute la France et à l'étranger. Ainsi, la Vierge du Laus est vénérée dans de multiples églises, et des paroisses lui sont consacrées.
Le sanctuaire du Laus, centre principal de la dévotion à Notre-Dame du Laus, voit une hausse régulière du nombre de ses pèlerins, surtout depuis la reconnaissance des apparitions en 2008, et atteint aujourd'hui les 200 000 pèlerins par an. Le Vatican a accordé des marques de reconnaissance à la Notre-Dame du Laus, par l'autorisation du couronnement canonique de sa statue en 1855, puis par le titre de basilique mineure attribuée à l'église du Laus en 1894.

## Les apparitions

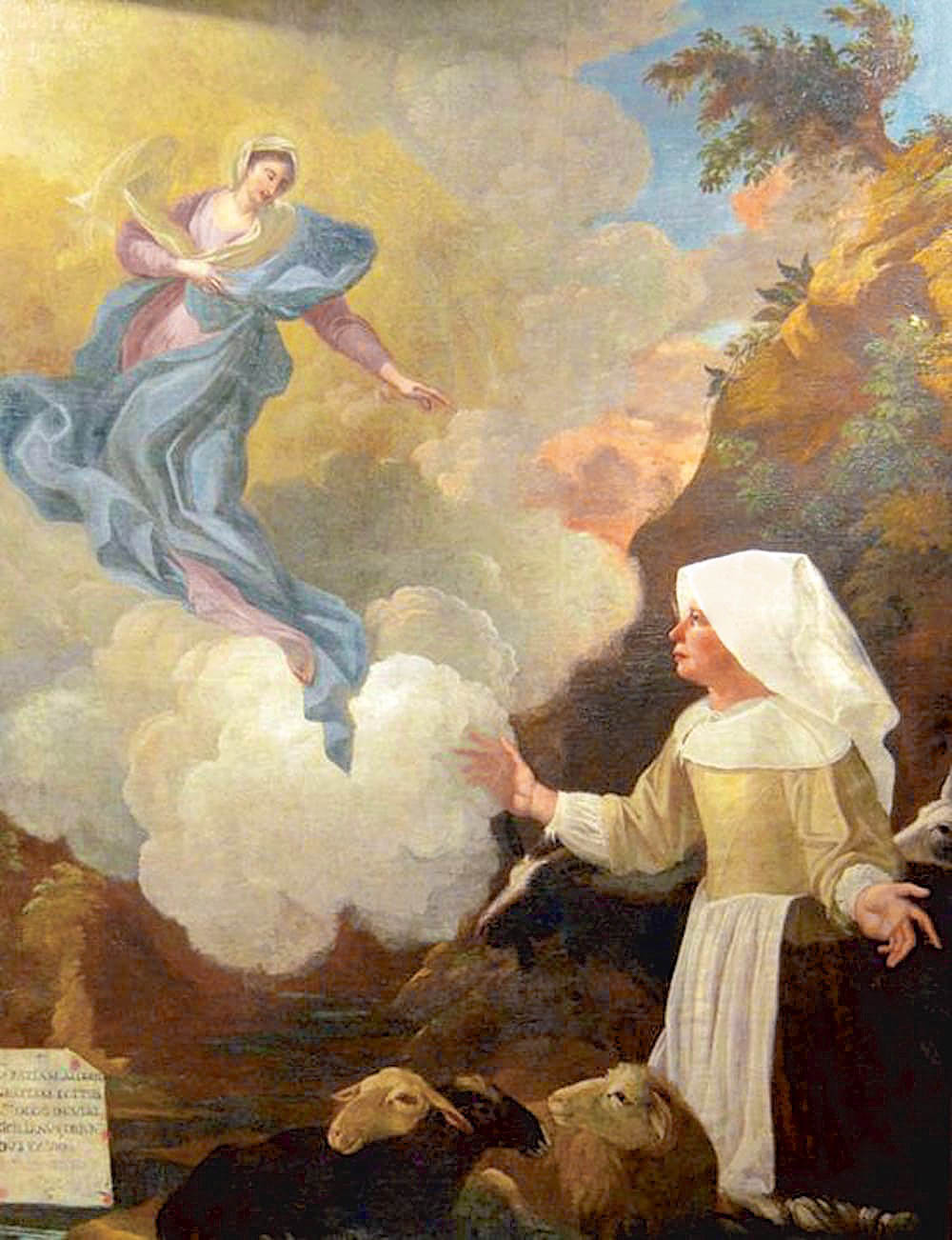
Tableau représentant une des apparitions de la Vierge à sœur Benoîte.

### Historique
Les apparitions mariales du Laus à Benoîte Rencurel débutent en mai 1664 et vont durer jusqu'à la fin de 1718. Elles se déroulent dans le hameau du Laus du village de Saint-Étienne-le-Laus (Hautes-Alpes, France),,,.
Ces « apparitions » sont connues par le témoignage que la voyante en a donné, et par les récits de quatre chroniqueurs, témoins oculaires et contemporains de la voyante Benoîte Rencurel, « qui ont laissé des récits dignes de foi » des événements. Leurs manuscrits qui nous sont parvenus représentent pas moins de 1 800 pages et font de ces apparitions du Laus, les apparitions « les mieux documentées du XVIIe siècle »,.
Ces apparitions qui se seraient produites pendant 54 ans, sont « les plus longues du monde », à ce jour, en tant qu'apparitions reconnues par les autorités religieuses. Elles ont donné lieu, dès les premières années, à des pèlerinages et à un afflux important de pèlerins, malgré les difficultés d'accès du lieu, très isolé dans la montagne. Très vite, des récits de guérisons miraculeuses se sont diffusés, en particulier avec l'utilisation de l'huile de la lampe de la basilique. L’afflux des pèlerins a amené les autorités religieuses à construire des églises de plus en plus grandes pour accueillir les fidèles, et mettre en place des prêtres et religieux missionnés officiellement pour accueillir et guider ces pèlerins,.

### Reconnaissance officielle
Très vite, l’Église catholique a enquêté sur ces « prétendues apparitions ». Dès septembre 1665, le vicaire général d’Embrun, Antoine Lambert, accompagné de religieux, se rend au Laus et mène une enquête. Il revient satisfait de ses auditions et autorise la construction d'une église et des premiers bâtiments du sanctuaire,.
En 1670, le nouveau vicaire du diocèse fait auditionner durant deux semaines la jeune Benoîte dans les locaux de l'évêché. Il en tire un rapport favorable. Le nouvel archevêque, Charles de Genlis, se rend au Laus en 1671 pour y rencontrer la voyante et l'interroger personnellement. Lui aussi est favorablement impressionné à l’issue de son enquête, et s'il autorise de nouvelles constructions dans le sanctuaire, ainsi que la poursuite des pèlerinages, il n'ouvre cependant pas d'enquête canonique en vue de faire reconnaître l'apparition officiellement.
Le 16 juin 2005, le nouvel évêque du lieu des apparitions, Jean-Michel Di Falco, entreprend auprès de la Congrégation pour la doctrine de la foi l'ouverture d'une enquête canonique en vue de faire étudier et reconnaitre les apparitions du Laus. Le 15 janvier 2007, après un avis favorable de la commission d'enquête et d'un avis favorable des autorités du Vatican, le 4 mai 2008, Jean-Michel Di Falco proclame la reconnaissance officielle des apparitions de Notre-Dame du Laus,,,.

### Le message spirituel
À travers les enseignements transmis par Benoîte Rencurel, le message spirituel transmis par la Vierge du Laus se centre sur la souffrance des pécheurs et, en même temps, sur leur salut en Jésus-Christ par sa Croix et sa Résurrection. Le « message du Laus » propose aux pèlerins de se tourner vers les sacrements, notamment la confession et l’Eucharistie.
La mémoire de Notre-Dame du Laus est célébrée dans l'Église catholique le 1 mai.

## Notoriété et influence religieuse

### Le sanctuaire marial du Laus

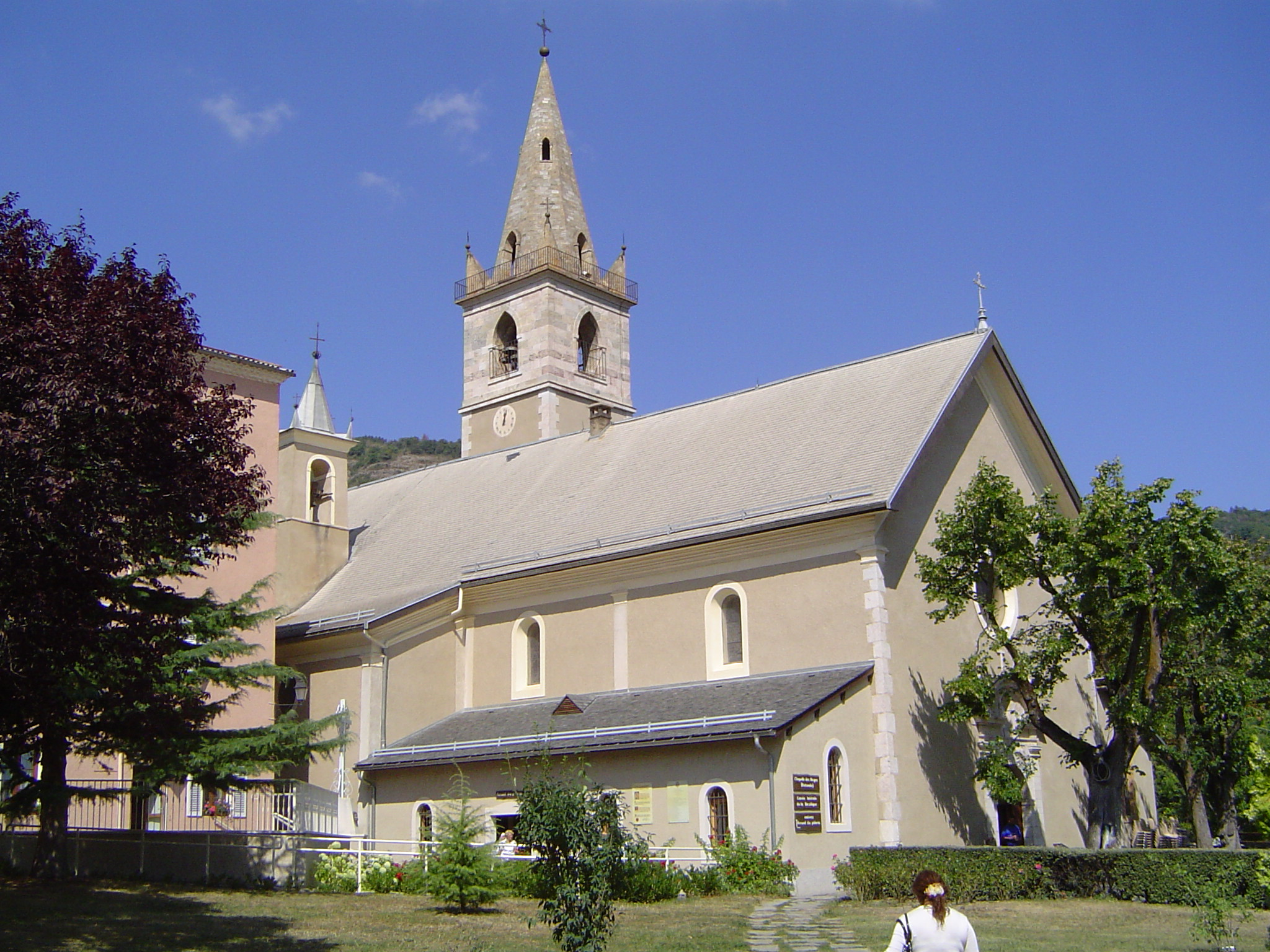
Vue de la basilique du Laus, bâtiment principal du sanctuaire.

Le sanctuaire de Notre-Dame du Laus, aussi surnommé « refuge des pécheurs », est le point central de la dévotion à la Vierge du Laus. Les premiers travaux débutent dès 1666 avec la construction d'une première église de taille modeste. Un couvent, destiné à l’origine à des pères jésuites, est ajouté, ainsi que divers lieux d'habitation et d'accueil de pèlerins, des chapelles et oratoires sur les différents lieux des apparitions seront construits dans les décennies suivantes. La fréquentation du sanctuaire s'élevait à environ 130 000 pèlerins durant les dix-huit premiers mois,, et est restée très importante durant les années qui ont suivies. Elle s'est maintenue au cours des siècles, avec un arrêt lors de la révolution française, et s'est davantage développée après la reconnaissance officielle des apparitions par Jean-Michel Di Falco en 2008. Le chiffre de 200 000 pèlerins a été franchi dans ce lieu relativement reculé et excentré des Alpes françaises,.
Ce sanctuaire a reçu de nombreuses marques de reconnaissance et de notoriété de la part des autorités du Vatican, avant même la reconnaissance officielle des apparitions : ainsi le pape Pie IX donna l'autorisation d'effectuer en 1855 le couronnement canonique de la statue de Notre-Dame du Laus ; et le titre de basilique mineure fut accordé à l'église du Laus en 1894 par le pape Léon XIII,. Jean Guitton a dit de ce lieu qu’il est « un des trésors les plus cachés et les plus puissants de l’histoire de l’Europe »,.

### Dans le reste du monde
À partir de la seconde moitié du XIXe siècle, en plus de très nombreux pèlerinages qui diffusent la dévotion de Notre-Dame du Laus dans la population, les missionnaires du Laus font connaître cette dévotion à l'occasion de grands congrès eucharistiques en France et en Belgique. La congrégation des Oblats de Marie-Immaculée, implantée au Canada fait de même dans ce pays. C’est ainsi qu'a lieu, dans le diocèse de Mont-Laurier, la fondation de la paroisse de Notre-Dame du Laus par le père Eugène Trinquier, originaire de Chorges. Plusieurs autres églises au Québec sont dédiées à Notre-Dame du Laus.
En 1916, c’est la fondation au Laus des « Davidées » : des institutrices chrétiennes de l’enseignement public organisent des sessions de réflexion et de formations sur la foi chrétienne, faisant ainsi connaître la « spiritualité du Laus », et les apparitions mariales du Laus. Ces sessions rassemblent des grands noms de la culture française comme Maurice Blondel, Paul Claudel, Jacques Madaule, Henri Ghéon ou Jean Guitton,.
Au Canada
- Notre-Dame-du-Laus est une municipalité qui fait partie de la municipalité régionale de comté d'Antoine-Labelle au Québec
- Paroisse de Notre-Dame du Laus dans le diocèse de Mont-Laurier.

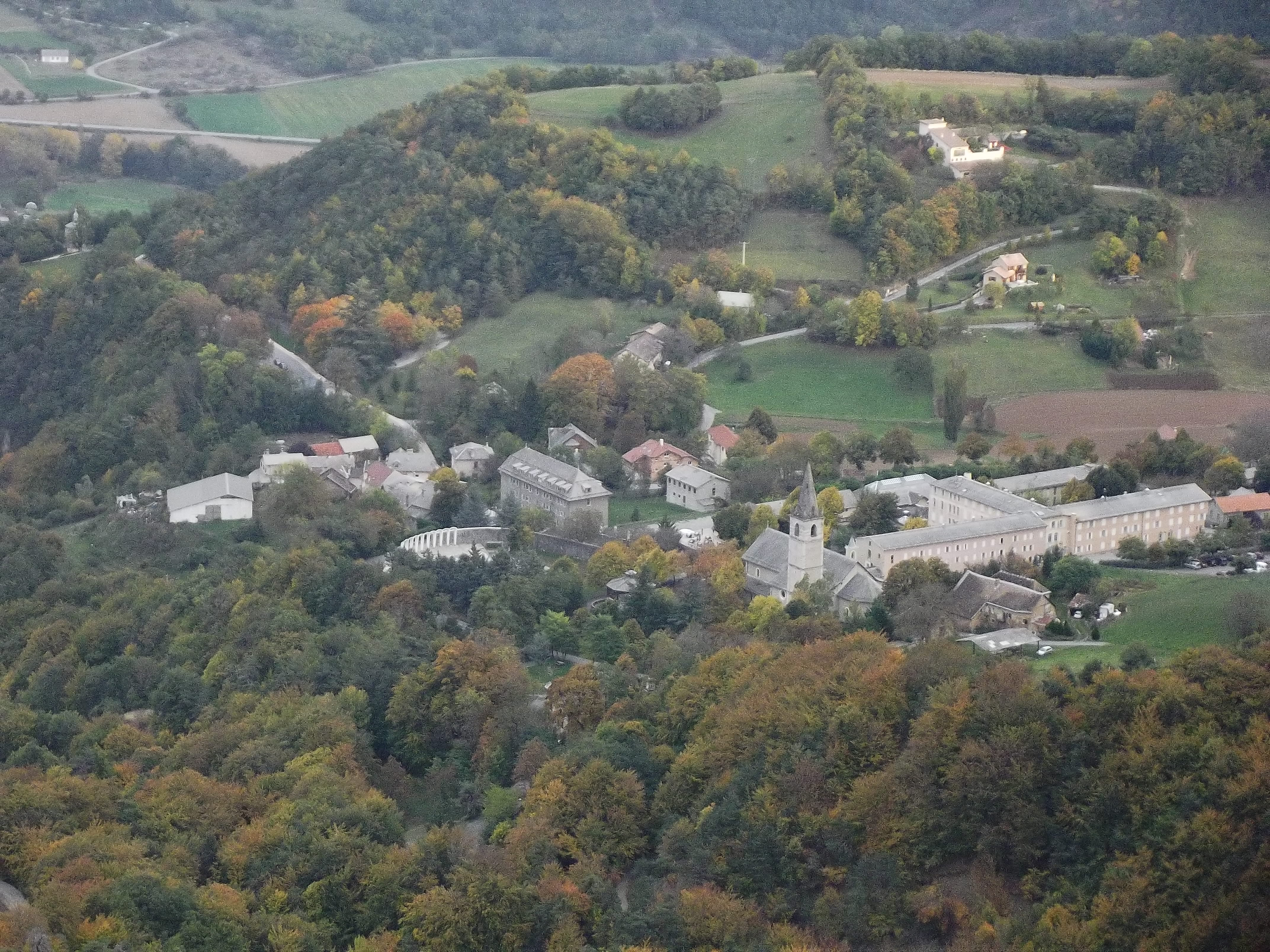
Notre-Dame du Laus vu du puy Maurel.
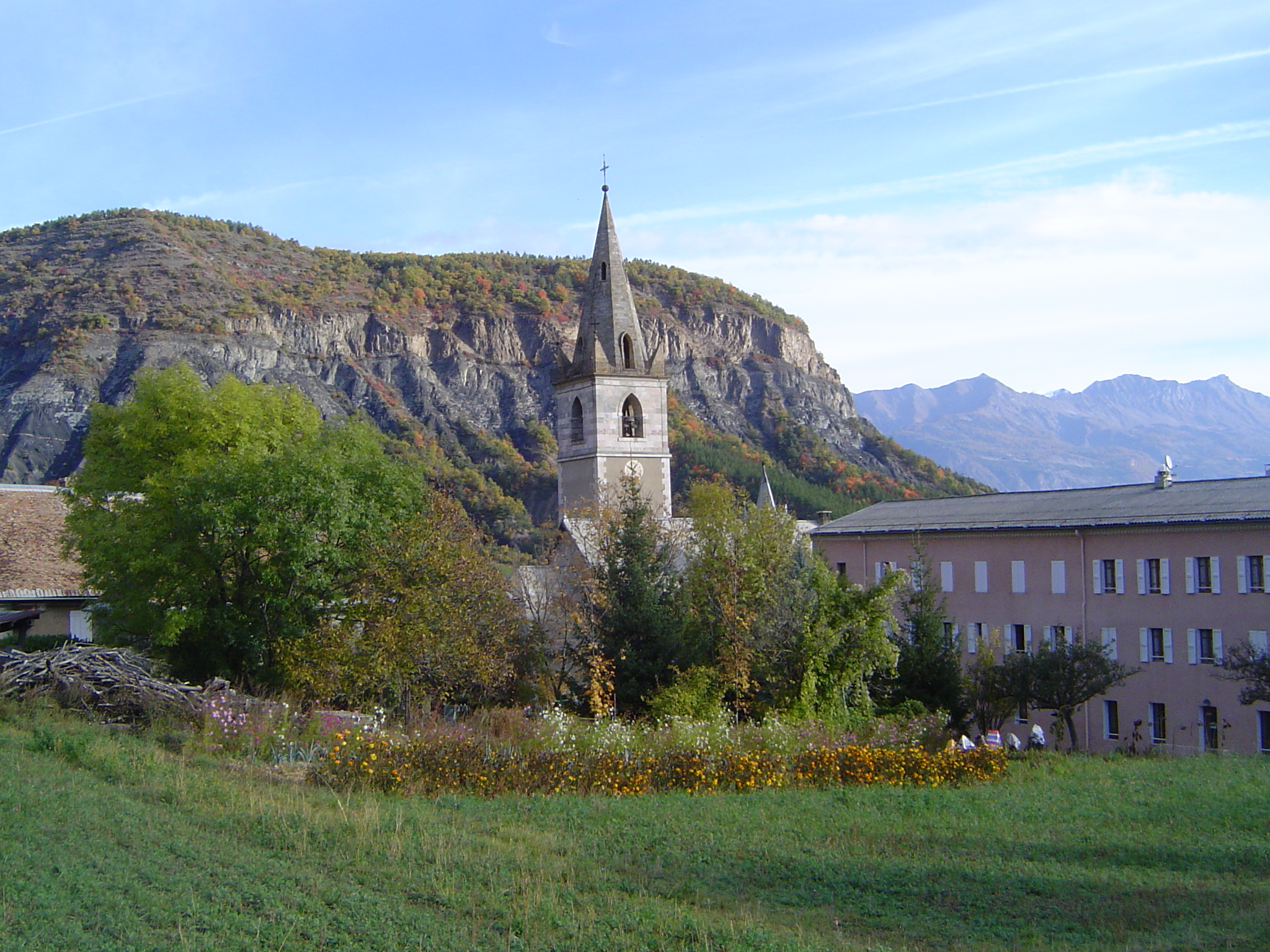
La basilique et l'hôtellerie.
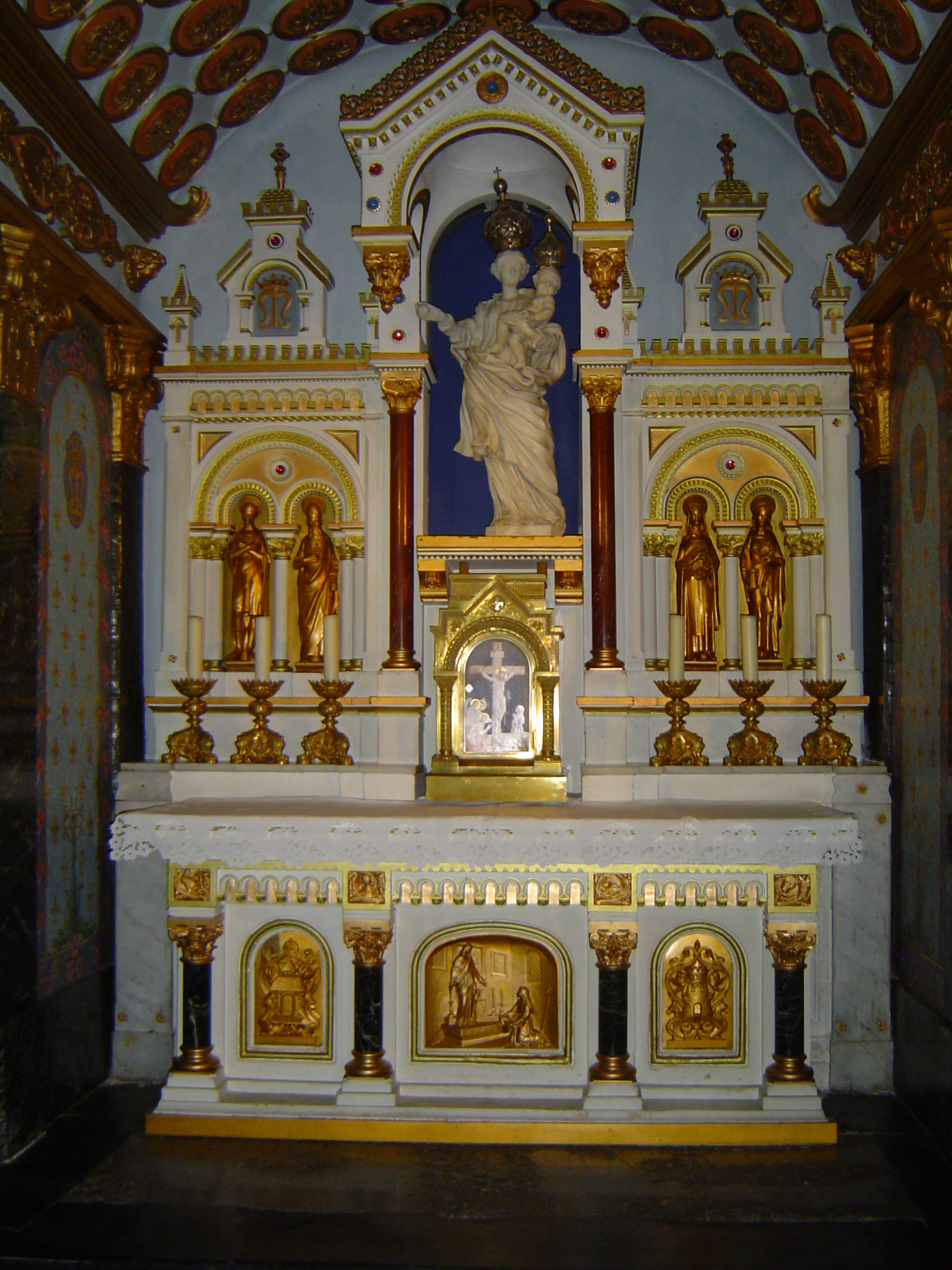
Autel de la chapelle de Bon-Rencontre.

#### Ouvrages
Études
- Marie-Hélène Froeschlé-Chopard, « Notre-Dame du Laus au diocèse d’Embrun. Cristallisation d’une religion des montagnes au XVIIe siècle », Montagnes sacrées d’Europe. Actes du colloque « Religions et montagnes », Tarbes, 30 mai-2 juin 2002, Publications de la Sorbonne, vol. 49 de Histoire moderne,‎ 2005, p. 137 à 149 (ISBN 9782859445164). Actes du colloque "Religion et montagnes", Tarbes, 30 mai-2 juin 2002 / textes réunis et publiés par Serge Brunet, Dominique Julia et Nicole Lemaître, publiés dans le volume 49 de « Histoire moderne », de Publications de la Sorbonne,  (ISSN 0761-523X).
- Yves Chiron, Enquête sur les apparitions de la Vierge, Perrin, 2007, 427 p. (ISBN 978-2-262-02832-9), p. 149-155.

Ouvrages
- Roger de Labriolle, Benoîte, la bergère de Notre-Dame du Laus, 1977, 303 p. (ASIN B003WVOXN4).
- Robert Pannet, Notre-Dame du Laus et Benoîte Rencurel, Fayard - Le Sarment, coll. « Religieux », 1998, 168 p. (ISBN 978-2-86679-071-4).
- René Combal, Notre-Dame du Laus et Benoîte Rencurel : Première approche, 2003, 40 p. (ASIN B00IGDNM44).
- René Combal, Les apparitions de Notre-Dame du Laus à Benoîte Rencurel.
- Bertrand Gournay, Notre-Dame du Laus, l’Espérance au cœur des Alpes, Téqui, 2008, 139 p. (ISBN 978-2-7403-1408-1).
- Jean-Michel di Falco Léandri, Benoîte Rencurel, la visionnaire du Laus, Desclée De Brouwer, coll. « Spiritualité », 2014, 200 p. (ISBN 978-2-220-06637-0).
- René Humetz et René Combal, Enquête sur les parfums de Notre-Dame du Laus, Le Sarment, coll. « JUB. SPIRITUAL. », 312 p. (ISBN 978-2-86679-472-9).
- Ludovic Frère, Laissez-vous réconcilier ! : Notre-Dame du Laus, refuge de réconciliation, Éditions du Laus, 112 p. (ISBN 978-2-9528621-0-3).
- Ludovic Frère, Je n'ai pas le temps ! : Notre-Dame du Laus: le temps réconcilié, 216 p. (ISBN 978-2-9528621-2-7).
- Joachim Bouflet et Philippe Boutry, Un signe dans le ciel : Les apparitions de la Vierge, Paris, Grasset, 1997, 475 p. (ISBN 978-2-246-52051-1), p. 79-87.
- René Laurentin et Patrick Sbalchiero, Dictionnaire des "apparitions" de la Vierge Marie, Fayard, 2007, 1426 p. (ISBN 978-2-213-67132-1), p. 515-516.
- Hervé Roullet, Le Laus. Les apparitions à Benoîte Rencurel. 54 ans d'apparitions mariales, Roullet Hervé, 2025, 480 p. (ISBN 978-2-9591-7571-8).